# Siren Song of the Counter Culture
Siren Song of the Counter Culture è il terzo album dei Rise Against, pubblicato nel 2004.
Unisce l'aggressività di Revolutions per Minute a melodie di più facile impatto. La traccia d'apertura State of the Union orienta l'ascoltatore verso un indurimento deciso del sound (hardcore) ma già nelle due tracce seguenti la melodia diventa predominante.
L'album vendette molte copie, grazie anche al successo del singolo Swing Life Away, che raggiunse la posizione numero 12 della Billboard Modern Rock Tracks. Lo stesso album arrivò alla prima posizione della classifica americana Top Heatseekers.

## Tracce
1. State of the Union – 2:19
2. The First Drop – 2:39
3. Life Less Frightening – 3:44
4. Paper Wings – 3:43
5. Blood to Bleed – 3:48
6. To Them These Streets Belong – 2:49
7. Tip the Scales – 3:49
8. Anywhere but Here – 3:38
9. Give It All – 2:50
10. Dancing for Rain – 4:01
11. Swing Life Away – 3:20
12. Rumors of My Demise Have Been Greatly Exaggerated – 4:14

## Formazione
- Tim McIlrath – voce, chitarra
- Chris Chasse – chitarra, cori
- Joe Principe – basso, cori
- Brandon Barnes – batteria